# Peter Camenzind
Peter Camenzind ist der Titel des ersten Romans von Hermann Hesse. Der Bildungsroman mit autobiographischen Bezügen über einen Bauernjungen, der in die Stadt zieht und Dichter werden will, erschien 1903 als Vorabdruck in der Neuen Rundschau und 1904 in Buchform im S. Fischer Verlag und machte den Autor bekannt.

## Inhalt

### Zusammenfassung
In Peter Camenzind beschreibt Hesse aus der Ich-Perspektive das Leben eines Mannes, der in einem kleinen Dorf in den Bergen geboren wird. Dieser Peter Camenzind zeichnet sich durch seine überschwängliche Liebe zur Natur aus. Deshalb verbringt er viel Zeit beim Bergsteigen und Beobachten der Natur.
Die Geschichte handelt von dem innerlichen Wandel des Protagonisten, der neben seiner vom Vater vorgegebenen Berufs- und Lebenswahl seine Liebe zu geistiger Tätigkeit und Bildung entdeckt. Fortan setzt er sich einen urbanen Lebenswandel zum Ziel, der ihn in Städte und deren gebildete Kreise führt. Wenige Zeit später ist er als freier Schriftsteller tätig, der größtenteils über geschichtliche Ereignisse räsoniert.
Doch am Ende muss er erkennen, dass er immer der „Bauernjunge“ aus Nimikon geblieben ist, trotz seines weltmännischen Auftretens und seiner Bildung. Er bemerkt, dass er in der Stadt auf seine „Erbsünden“ trifft, die er in seinem Heimatdorf zu verleugnen suchte und vor denen er flüchtete (zum Beispiel das Trinken). Als er wieder in sein Dorf zurückgekehrt ist, um seinen Vater zu pflegen, versteht er, dass er seinem Jugendtraum – ein Dichter zu werden – gefolgt war. Er weiß aber nicht, ob er ein Dichter ist oder je einer werden wird. Umso mehr erinnert er sich der vielen Menschen, die er auf seinen Reisen kennen und lieben lernte, und er weiß, dass alle Dichtung diese Erfahrungen und Erinnerungen nicht aufwiegen könnte.

### Einzelne Kapitel
Erstes Kapitel
Peter Camenzind verbringt seine Kindheit als Hirtenjunge im abgelegenen Dorf Nimikon im Schweizer Oberland. Die Einwohnerschaft ist seit Jahrhunderten recht geschlossen und heiratet meist unter sich, so dass ein Viertel der Bewohner Camenzind heißt. Peters Eltern sind zu beschäftigt, um sich um den Sohn zu kümmern und sein Leben als Nachfolger des Vaters in der Landwirtschaft und die Heirat mit einer der zahlreichen Basen scheint vorgezeichnet. Eine besondere Freundin findet er in der Natur, die ihn erzieht und unterrichtet: Neben den Bergen, dem See, dem Sturm und der Sonne sind es besonders die Wolken, die den Protagonisten zum Träumen bringen. Er fühlt mit den vielfältigen, schönen, schnell vorbeiziehenden „Himmelskreaturen“, z. B. mit der Schneeprinzessin, die vom kalten Wind „Bise“ attackiert wird, diesen vertreibt und reinen weichen Neuschnee zurücklässt. Mit 10 Jahren kommt der Junge erstmals aus seinem engen Tal heraus. Er besteigt den Sennalpstock und bekommt auf dem Gipfel des Berges eine Ahnung von der weiten Welt und empfindet eine Sehnsucht, seine enge Heimat zu verlassen.
Ein Pater des nahe gelegenen Welsdörfer Klosters entdeckt Peters Begabung im Schreiben und überredet den Vater, dem Sohn einen Gymnasiumsbesuch zu ermöglichen. Er ist bereit, den Vorbereitungsunterricht zu übernehmen. Peter erhält einen Freiplatz am Gymnasium und erreicht nach einer fünfstündigen Eisenbahnfahrt die Stadt. Vor den Lehrern hat er zuerst viel Respekt, denn der denkt, sie seien „im Besitze der Wissenschaft“ und er könne durch sie „erfahren, was die dunkle Wirrnis der Geschichte, die Kämpfe der Völker und die bange Frage in jeder einzelnen Seele bedeuten.“ Diese Hoffnung erfüllt sich nicht und er verfolgt den Unterricht zunehmend gleichgültig. Doch trotz seiner von der Lehrern kritisierten Faulheit kann er sich in der Leistungsmitte der Klasse halten. Sein großer Wunsch, einen wahren Freund zu finden, geht während der Schulzeit nicht in Erfüllung. Sich einsam fühlend, flieht er in die Literatur und beginnt selbst, kurze Gedichte zu schreiben. In den Ferien kehrt er in sein Dorf zurück und hilft den Eltern bei ihrer Landarbeit.
Zweites Kapitel
Mit 17 Jahren verliebt Peter sich in die Advokatentochter Rösi Girtanner. Aber er traut sich nicht, sich ihr zu nähern. Einen Alpenrosenstrauß, den er am letzten Ferientag an einem schwer erreichbaren Berghang gepflückt hat, legt er heimlich mit einem süßen, traurigfrohen und poetischen Gefühl auf die Treppe ihres Hauses. Nie hat er erfahren, ob der Gruß Rösi erreichte. Diese Romanze ist typisch für sein Verhältnis zu Frauen: die Verehrung aus der Distanz und die Scheu, sich zu offenbaren. Seine erste Liebe verklingt „fragend und unerlöst“ und vermischt sich mit späteren, sie wandelt ihn jedoch vom Kind zum Jüngling.
Als seine Mutter eines Nachts im Sterben liegt, sitzt der Peter allein an ihrem Bett und macht seine erste Bekanntschaft mit der Gewalt des Todes und dem Sterben. Der Vater ist auf ihn zornig, weil er ihn nicht geweckt und nicht den Priester geholt hat. Dieses Erlebnis stärkt Camenzinds Selbstbewusstsein und macht ihm Mut, nicht den Bitten des Vaters zu folgen, bei ihm zu bleiben, sondern das enge Dorf zu verlassen und in Zürich Philologie zu studieren und neue Lebenserfahrungen zu sammeln.
Drittes Kapitel
In Zürich schließt Peter Camenzind Freundschaft mit dem etwa gleichaltrigen Pianisten Richard. Dieser heitere, etwas kindlich naiv wirkende Künstler führt Camenzind in einen Kreis unterschiedlicher, wenig bekannter Künstlern ein und erreicht durch seine Beziehung zu einem Redakteur, ohne den Freund zu informieren, die erste Veröffentlichung einer Novelle in einer Zeitschrift. Er feiert erste Erfolge als Feuilleton-Schriftsteller und erhält Rezensionsaufträge. Mit dem verdienten Geld kann er sparsam leben. Er fühlt sich zunehmend zum Dichter berufen: „Der fröhliche Spiegel [s]einer Seele [wird] zuweilen von einer Art von Schwermut überschattet“. Nachts, wenn er, anstatt zu schlafen, stundenlang im Fensters liegt, kommt es ihm vor, „als sähe all diese nächtige Schönheit [ihn] mit einem gerechten Vorwurf an. Als sehnten sich Sterne, Berge und Seen nach Einem, der ihre Schönheit und Leiden ihres Stummen Daseins verstünde und ausspräche, und als wäre [er] dieser eine, und als wäre dies [s]ein wahrer Beruf, der stummen Natur in Dichtung Ausdruck zu gewähren.“ In der Künstlerkolonie lernt er die Malerin Erminia Aglietti kennen. Sie porträtiert ihn und er verliebt sich in sie. In der romantischen Atmosphäre einer nächtlichen Kahnfahrt will er ihr seine Liebe gestehen, sie erzählt ihm aber kurz zuvor, dass sie bereits einen anderen Mann liebt. Enttäuscht verabschiedet er sich abrupt von ihr, läuft ziellos durch die Gegend und bereut, sein Dorf verlassen zu haben.
Viertes Kapitel
Tief enttäuscht sucht Camenzind sein Leid mit Weingenuss zu betäuben und in trinkfreudiger Gesellschaft seine Sorgen zu vergessen. Er schreibt Betrachtungen über Gesellschaft, Kultur und Kunst, findet Anerkennung und wird ständiger Mitarbeiter einer größeren Zeitung. Er beschließt, sein Studium der Philologie abzubrechen, und beginnt sich auch als Schriftsteller einen Namen zu machen. Später merkt er, dass es zufällige Erfolge sind und dass seinem „Wesen und Leben noch der tiefe eigene Grundton“ fehlt. Beglückender als der Künstlerkreis sind für ihn die ausgelassenen pubertären Unternehmungen mit Richard, die ihn von seinen trüben Gedanken befreien. Nach dessen Studiumsende unternehmen die beiden eine Reise nach Oberitalien und in die Toskana. Peter fühlt sich in der südlichen Landschaft mit ihrer alten Kultur sofort heimisch und wandert im umbrischen Hügelland auf den Spuren Franz von Assisis. Nach der Reise kehrt Richard nach Deutschland zurück und ertrinkt bald darauf in einem Fluss. Erst jetzt erkennt Peter die tiefe Bedeutung dieser Freundschaft: „Gott hatte gewollt, dass ich das Beste meines Wesens einer reinen und fröhlichen Freundschaft hingäbe. […] Nun war er mit kurzem Schrei versunken, und ich trieb steuerlos auf plötzlich verdunkelten Wassern umher.“ Anstatt die harte Probe der Krise zu bestehen und sich in die stärkere Hand Gottes zu geben, reagiert er „zag und trotzig wie ein Kind“.
Fünftes Kapitel

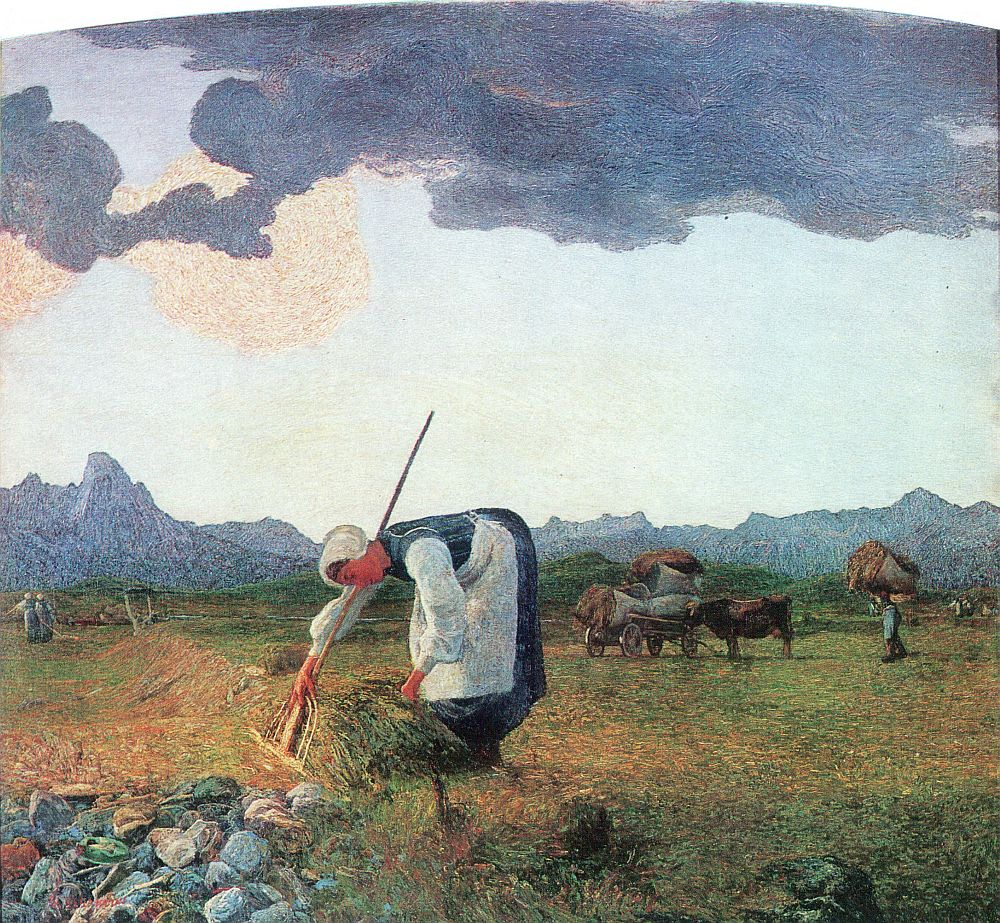
„Die Heuernte“ von Giovanni Segantini

Camenzind schreibt als Redakteur einer deutschen Zeitung aufmüpfige Artikel, trinkt viel, legt im Streit sein Amt nieder und geht als Korrespondent nach Paris. Dort verbummelt er sein Leben, wird vor Suizidgedanken durch die Erinnerung an sein Heimatdorf und den Tod der Mutter gerettet und wandert nach Basel. Als die alte Traurigkeit wiederkehrt, sucht er einen Arzt auf, der ihm als Therapie den Kontakt zu Mitmenschen rät und ihn in das Haus eines Gelehrten einführt, wo Künstler und Intellektuelle verkehren. Doch diese Gesellschaft stößt ihn ab, denn ihre Gespräche sind nur Fassade, hinter der sich Eitelkeit, Tratsch, Spott und Missgunst verbergen. Lieber verkehrt er mit einfachen Leuten in den Weinstuben und trinkt sich mit ihnen einen Rausch an. Nur zu einer Person des musischen Kreises entwickelt sich langsam eine geistige Beziehung. Die Malerin Elisabeth hat eine seiner Satiren gelesen und sucht sein Gespräch. Als er sie in der Kunsthalle in ein Bild von Segantini versunken beobachtet, das ein Bauernmädchen unter einer Wolke zeigt, spürt er eine Seelenverwandtschaft mit ihr: „Die Schönheit und Wahrhaftigkeit eines großen Kunstwerkes zwang ihre Seele, selbst schön und wahrhaftig und unverhüllt sich darzustellen“. Er erzählt Elisabeth von seinem Dorf und seiner Wanderung durch die Toscana. Sie erkennt in ihm den Dichter, der die beseelte Natur versteht und liebt. Er widerspricht ihr, die Natur sei für ihn trotz allem „Suchen und Begreifenwollen“ rätselhaft und mache ihn traurig. In dieser Zeit beginnt sich seine Freude an der stummen Natur zu einer persönlichen Liebe zu wandeln. Auch in ihm „drängt[-] sich ein tiefes Leben und Sehnen dunkel empor und sucht[-] nach Bewusstsein, nach Verstandenwerden, nach Liebe.“ Nach dem Vorbild Franz von Assisis, der die ganze Erde und alle Lebewesen in seine Liebe zu Gott mit einschließt, bemüht er sich, seine Sinne zu schärfen, um in seiner Dichtung „dem stummen Verlangen des Göttlichen in uns eine Sprache zu schenken“. In seinen Lobgesang der allumfassenden Liebe schließt er „[s]einen lieben Bruder, den Wein“ mit ein.
Sechstes Kapitel
In der Neuorientierung seines Lebens bleibt als Relikt die mangelnde Freude an den Menschen und seine Tendenz zum Einsiedler zurück. Er überlegt sich den Weg von der Natur- zur Menschenliebe und denkt an eine Heirat mit Elisabeth, die an seiner Sehnsucht und Schwermut Anteil nahm. Er besucht wieder das Haus des Professors, wo Elisabeth oft zu Gast ist, und erfährt beiläufig, dass sie verlobt ist und bald heiraten wird. Er verbirgt seinen Schmerz und seine Verzweiflung, gratuliert ihr unter einer gönnerhaften Maske und reist ab in sein Heimatdorf Nimikon.
Dort taucht er in die Erinnerungen an seine Kindheit ein, denkt aber auch über seine Lebensprobleme nach. Bei einer nächtlichen Kahnfahrt auf dem See fragt er nach dem Sinn seiner Liebesleiden und nach dem Grund, warum ihm der unbegreifliche Gott die Sehnsucht nach Liebe in sein Herz gepflanzt hat. Trotz seinen Todesgedanken kehrt er ans Ufer zurück und will nun beginnen, die Menschen zu lieben. Sein Vater hat seine Wiesen und sein Vieh verkauft und lebt jetzt von dem Erlös und leichten Gelegenheitsarbeiten. Peter will sich jetzt mehr um ihn kümmern, liest ihm Kalendergeschichten vor und erzählt ihm von seinen Wanderungen durch Italien. Doch der Vater zieht seine abendlichen Wirtshausbesuche vor, die jetzt der Sohn finanziert. An einem längeren Zusammenleben mit dem Sohn hat er offenbar ebenso wenig Interesse wie dieser. So reist Peter wieder ab und geht für längere Zeit für historische Studien nach Assisi.
In Perugia wohnt er bei der Gemüsehändlerin Annunziata Nardini, einer 34-jährigen Witwe, und befreundet sich mit ihr. Durch sie lernt er die Nachbarn kennen, sitzt mit ihnen abends zwischen spielenden Kindern beim Rotwein zusammen und hört ihre Tageserlebnisse und Vermutungen über die Ernteaussichten an. Er erzählt ihnen von seinen Studien über den Heiligen Franz und Klara und seinen unglücklichen Liebesbeziehungen und erregt ihr Mitgefühl. Allmählich entdeckt er in den umbrischen Monaten die naive Heiterkeit seines Daseins und den Humor des Lebens. Er erkennt, dass es keine festen Grenzen zwischen den Menschen gibt und dass bei den „Kleinen, Bedrückten und Armen das Dasein nicht nur ebenso mannigfaltig, sondern zumeist auch wärmer, wahrhaftiger und vorbildlicher ist als das der Begünstigten und Glänzenden.“ Als Peter das Geld ausgeht, muss er in die Schweiz zurückreisen. Seine Freunde haben ihn lieb gewonnen, v. a. Annunziata, und verabschieden ihn herzlich, auch ihm fällt der Abschied schwer: „Ich verließ viel mehr, als ich je in der Heimat verlassen hatte.“ Aber er nimmt etwas vom Volksleben und der Leichtigkeit des Südens mit nach Basel. Bei einer Abendgesellschaft der inzwischen verheirateten Elisabeth gibt er sich äußerlich vergnügt und freut sich „den ganzen Abend [s]eines Glückes, das [ihm] seinerzeit die Blamage einer verspäteten Werbung erspart hat[-]“.
Siebtes Kapitel
Camenzind hält sich nach wie vor für keinen guten Dichter und verdient seinen Unterhalt mit Zeitungsartikeln, v. a. Buchbesprechungen. Er möchte jedoch die Menschen lehren, „in der brüderlichen Liebe zur Natur Quellen der Freude und Ströme des Lebens zu finden.“ Er will „die Kunst des Schauens, des Wanderns und Genießens, die Lust am Gegenwärtigen predigen“, aber nicht in Form von Hymnen, sondern schlichter, gegenständlicher, ernsthafter und scherzhafter Geschichten. Um seine in vielen Skizzenheften festgehaltenen Beobachtungen über die Natur und die Menschheit schriftstellerisch in Erzählungen umzusetzen, muss er Handlungen mit einzelnen Menschen entwickeln. Seine Materialien dafür sucht er nicht in der gehobenen Maskengesellschaft, sondern bei Kindern und einfachen Leuten, z. B. Handwerkern, die er in Italien und auf seinen Wanderungen kennen gelernt hat. Den Einstieg in seine neue Entwicklungsphase findet er zufällig durch einen Schreiner, bei dem er ein Bücherregal in Auftrag gegeben hat, und seiner Familie. Er nimmt zunehmend an ihrem Alltag teil und an ihren Sorgen um die kranke fünfjährige Agi (Agnes), die bald darauf stirbt.
Im Sommer wandert Camenzind das Rheintal entlang bis Frankfurt und über Nürnberg und München zurück nach Zürich. Dort sucht er seine Erinnerungsorte auf und rudert in Gedanken an seine Liebe zur inzwischen verheirateten Malerin Aglietti auf dem See. In Basel hat sich inzwischen in der kinderreichen Schreinerfamilie die Situation durch die Aufnahme des behinderten und verwachsenen Bruders der Meisterfrau verändert. Die Eltern sind mit der Pflege des gelähmten Boppi überfordert und der Schreiner würde ihn am liebsten in ein Spital oder ein Pfründhaus geben. Peter hat anfangs ein Unbehagen beim Umgang mit Boppi, überlegt dann jedoch, dass er bisher die Botschaft Franz von Assisis immer nur theoretisch nachvollzogen hat: „Wozu hatte ich das Leben des Heiligen studiert und seinen herrlichen Gesang der Liebe auswendig gelernt […], wenn nun ein armer und hilfloser Mensch da[liegt] und leiden [muss]“, während er ihn trösten könnte. Er beteiligt sich an der Pflege, führt Boppi auf einem Rollstuhl ins Freie, unterhält sich mit ihm über seine Lektüre und entdeckt dessen feinfühligen, tiefgründigen Charakter.
Achtes Kapitel
Als die Situation im Haus des Schreiners immer belastender wird, mietet Camenzind eine größere Wohnung und nimmt Boppi zu sich. Sie gehen oft in den Zoologischen Garten, füttern die Tiere und erfinden lustige Dialoge zwischen Fuchs und Marder. Peter führt Boppi in Kellers Seldwyler Geschichten ein, aber eigentlich ist der Kranke sein Lehrmeister. Durch ihn bewertet er das Leben neu: „All die kleinen Laster, mit denen wir uns das schöne, kurze Leben versalzen und verderben, der Zorn, die Ungeduld, das Misstrauen, die Lüge […] hat[-] das Leiden in diesem Menschen unter Schmerzen ausgebrannt. […] er [ist] ein Mensch voll Verständnis und Hingabe, der über großen und schrecklichen Leiden und Entbehrungen gelernt hat[-], sich ohne Scham schwach zu fühlen und in Gottes Hand zu geben.“
Im Herbst werden die beiden Freunde und Peter erzählt von seinen unglücklichen Liebesgeschichten. Beppos möchte die schöne Elisabeth einmal sehen und Peter arrangiert ein Treffen im Tiergarten. Die feine Dame spricht freundlich mit dem von ihr begeisterten Buckligen. Camenzind wundert sich, die beiden Menschen, die er „am liebsten hat[-] und welche das Leben durch eine weite Kluft voneinander trennte, einen Augenblick Hand in Hand vor [sich] zu sehen“ und es erscheint ihm „schmerzlich und komisch“, wie „[s]eine Geliebte [s]einem Herzensfreund ein Almosen [gibt].“  Er spürt, wie die immer noch nicht erloschene Liebe zu Elisabeth an Bedeutung verliert. Im Winter fühlt sich Boppi nicht wohl und der Arzt diagnostiziert eine Herzschwäche und weist ihn in ein Spital ein. Er erzählt in den letzten Tagen seines Lebens von seiner Mutter, die ihn bis zu ihrem Tod gepflegt hat, und spricht von Camenzind in der dritten Person: „Er ist ein Pechvogel, nun freilich, aber es hat ihm nichts geschadet. Seine Mutter ist zu früh gestorben.“
Nach Boppis Tod plant Camenzind, wieder nach Italien zu reisen, er wird jedoch nach Nimikon zu seinem kranken Vater gerufen. Dieser ist in seinem heruntergekommenen Haus noch kauziger geworden. Peter nimmt sich seiner an und regelt seinen Alltag und seinen Alkoholkonsum. Im Februar genießt Peter den Hochgebirgswinter, aber im April verursacht die durch das Föhnwetter plötzlich hereinbrechende Schneeschmelze große Schäden. Auf Bitten des Dorfschulzen schildert Camenzind in Zeitungsberichten die Not der Bevölkerung, um im Bund und Kanton zu Hilfsaktionen aufzurufen. Nach Normalisierung der Lage will Camenzind endlich mit dem Schreiben beginnen, doch das „Paket verjährter Skizzen“ bleibt erst einmal in der Tischlade liegen. Stattdessen repariert er das Dach, die Dielen und den Ofen und zerschleißt seine „weichen Schreiberhände“. So wird er zum Mitglied der Dorfgesellschaft, hat aber kein Interesse, im Gemeinderat zu sitzen. Auch dem Angebot des Gastwirts, sein Nachfolger zu werden, steht er skeptisch gegenüber.
Rückblickend freut und ärgert ihn die Bestätigung der alten Erfahrung, „dass die Fische ins Wasser und die Bauern aufs Land gehören und dass aus einem Nimikoner Camenzind trotz aller Künste kein Stadt- und Weltmensch zu machen ist.“ Ob er seine Jugendsehnsucht, eine große Dichtung zu schreiben, jemals erfüllen wird, weiß er noch nicht. „Das Vergangene und doch Unverlorene [s]eines Lebens aber, samt allen lieben Menschenbildern, von der schlanken Rösi Girtanner bis auf den armen Boppi, wöge [der Dichterruhm] nicht auf.“

### Personen
Peter Camenzind
Peter Camenzind ist die Hauptfigur der Erzählung und Ich-Erzähler. Es handelt sich um einen Bauernsohn aus ärmlichen Verhältnissen, der während seiner Kindheit von seinen Eltern vernachlässigt wird. Er sieht in der Natur (Berge, See, Sturm, Sonne, insbesondere aber in den Wolken) seine Erzieherin und Freundin, die ihm treu und ehrlich zur Seite steht. Hesse erzählt die Entwicklung des Jungen: seine Schulzeit, während der er keine wahren Freunde findet, dessen Entschluss, Schriftsteller zu werden, den Tod seiner Mutter, das Studium und die daraus hervorgehenden Kontakte des (sich gescheitert fühlenden) Schriftstellers, dessen aussichtslose Liebesbeziehungen und schließlich die Rückkehr in seine Heimat.
Konrad Camenzind
Konrad Camenzind ist der Oheim des Peter Camenzind. Er verwirklicht zahlreiche ehrgeizige (vorwiegend handwerkliche) Projekte und findet dadurch in seinem Schwager (dem Vater Peter Camenzinds) einen Bewunderer. Das Verhältnis der beiden ist dennoch alles andere als problemlos, da Peters Vater bei Misserfolgen seinem Schwager blanke Verachtung entgegenbringt.
Vater und Mutter
Peter Camenzinds Vater züchtigt seinen Sohn während der Kindheit regelmäßig jede Woche, auch ohne Grund. Dadurch ist das spätere Verhältnis sehr distanziert. Er erlebt den Tod der Mutter, träumt von ihr und denkt oft an sie.
Rösi Girtanner
Rösi Girtanner ist die erste heimliche Liebe des Protagonisten.
Richard
Richard ist ein talentierter Musiker (Pianist), der während seines Studiums in Zürich im selben Haus wohnt wie Peter Camenzind. Camenzind ist zunächst zu schüchtern, den schönen Jüngling aus seiner Nachbarschaft anzusprechen, doch dann entsteht eine enge Freundschaft, die die beiden lange Zeit verbindet. Kurze Zeit nachdem Richard nach Abschluss seines Studiums wehmütig seinen Freund und Gefährten verlassen hat, ertrinkt er.
Erminia Aglietti
Sie ist eine mäßig erfolgreiche Malerin, mit der Peter Camenzind über Vermittlung seines Freundes Richard Bekanntschaft schließt. Der Protagonist verliebt sich in sie und will ihr eine Liebeserklärung machen, erfährt aber zuvor, dass sie bereits liiert ist.
Elisabeth
Peter Camenzind lernt sie im Haus eines Künstlerfreundes kennen und kommt nach mehreren Treffen erstmals mit ihr ins Gespräch. Er ist zunehmend von ihrer Schönheit angetan und will sie zur Frau nehmen, doch zögert er zu lange und sie verlobt sich mit einem anderen Mann. Der Protagonist kommt bis zum Ende der Erzählung nicht über diesen „Verlust“ hinweg.
Annunziata Nardini
Frau Nardini, eine korpulente 34-jährige Witwe, ist die Hauswirtin von Peter Camenzind in Assisi. Über sie findet er Umgang mit den Ansässigen in Oberitalien und er lernt ihr Temperament und ihre Lebensfröhlichkeit zu schätzen, sodass er bei seiner Abreise erstmals das Gefühl hat, geliebte Menschen zu verlassen.
Der Schreiner und seine Familie
Als Camenzind einen neuen Kasten für seine vielen Bücher benötigt, schließt er Bekanntschaft mit einem Schreiner, da dieser von Camenzinds Nähe zum einfachen Volk und den Handwerkern angetan ist. Schon bald ist Peter Camenzind in die Familie des Schreiners aufgenommen. Dort schließt er Kontakt mit dem Behinderten Boppi, einem Bruder der Schreinersgattin.
Boppi
Zuerst von Ekel erfasst, schließt Peter Camenzind dann Freundschaft mit dem neuen Hausbewohner der Schreinerfamilie. Er bemitleidet ihn, erkennt aber bald darauf, dass dieser das Leben (und vor allen Dingen die Liebe) – trotz seines Handicaps – bedeutend besser kennt als er. Selbst im Beobachten scheint er besser zu sein. Es entwickelt sich eine innige Freundschaft, bis Boppi stirbt.

## Entstehungs und Editionsgeschichte
Hermann Hesse lebte ab 1899 in Basel. Im August 1900 begann er mit ersten Studien zu Peter Camenzind. Im Jahr 1901 machte er seine erste Reise nach Italien. Anfang 1902 begann er mit der Niederschrift des Buches. Ende 1902 bekam er durch Initiative des Schweizer Schriftstellers Paul Ilg Kontakt zum S. Fischer Verlag in Berlin. Samuel Fischer munterte Hesse auf, ihm Arbeiten zukommen zu lassen.
Im April 1903 begab sich Hesse zusammen mit seiner Freundin Maria Bernoulli, die er im August 1904 heiratete, auf seine zweite Reise nach Italien. Bis zum Mai 1903 hatte er das Manuskript zu Peter Camenzind fertiggestellt und trat darüber in Kontakt mit dem S. Fischer Verlag. Im Juni kam es zum Vertragsabschluss.
Der Text wurde von Oktober bis Dezember 1903 in der Neuen deutschen Rundschau vorabgedruckt. Die Buch-Erstausgabe erschien im Januar 1904 bei S. Fischer, Hesses Freund Ludwig Finckh gewidmet.

## Einordnung
Diese erste Novelle mit autobiographischen Zügen enthält eine Reihe Themen, die auch später Hesses Werk bestimmen sollten, wie etwa die Suche des Einzelnen nach geistiger und körperlicher Identität unter den Rückschlägen der Natur und der modernen Zivilisation. Peter Camenzind ist ein Bildungsroman im atypischen Sinne, der Parallelen zu Der grüne Heinrich von Gottfried Keller aufweist.
Peter Camenzind erinnert an spätere Protagonisten Hesses wie Siddhartha, Goldmund oder auch Harry Haller aus Der Steppenwolf. Wie diese leidet er und unternimmt einige intellektuelle, physische und geistige Reisen, in deren Verlauf er verschiedenste Landschaften in Deutschland, Italien, der Schweiz und Frankreich kennenlernt. In einer der letzten Stationen seines Lebens, als er sich ausschließlich um den Behinderten kümmert, ähnelt er in seinem Tun dem Heiligen Franz von Assisi, dessen Wirken Hesse auch in seiner Studie Franz von Assisi essayistisch verarbeitete.

### Biografische Bezüge

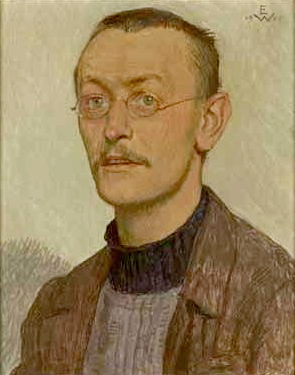
Ernst Würtenberger: Bildnis Hermann Hesse, 1905

Nach Zeller sind alle Werke Hesses „Fragmente eines großen Selbstporträts“. Auch in der Geschichte von „Peter Camenzind“ kann man zahlreiche autobiographische Bezüge entdecken.
- Camenzind und Hesse werden als Kleinkinder von ihren Vätern körperlich gezüchtigt und haben ein distanziertes Verhältnis zu ihnen.
- Camenzind verliert seine Mutter im Jünglingsalter, Hesse als 25-Jähriger.
- Camenzind wünscht sich mehrere Male den Tod und überlegt sogar, sein Leben selbst zu beenden. Hesse versuchte im Juni 1892 Selbstmord zu begehen.
- Camenzind fühlt sich besonders von der Schönheit der Natur angezogen und verbringt viel Zeit bergsteigend und den vorbeiziehenden Wolken zusehend. Auch Hesse wanderte gern durch die Natur. Im Sinne der Lebensreform zogen er und seine Frau Maria 1904 in das damals abgelegene badische Dörfchen Gaienhofen am Bodensee und mieteten ein einfaches Bauernhaus ohne fließendes Wasser und Strom, in dem sie drei Jahre lebten. Hier begann Hesse seine Karriere als freier Schriftsteller.
- Camenzind befreundet sich mit einer Schreinerfamilie. Hesse begann 1894 eine Mechanikerlehre in der Turmuhrenfabrik Perrot in Calw, die er nach 14 Monaten wegen der monotonen Arbeit des Lötens und Feilens abbrach. Es folgten 1895 eine Lehre in der Buchhandlung und dem Antiquariat Heckenhauer in Tübingen und von 1899 bis 1901 Anstellungen in der Buchhandlung Reich und im Antiquariat Wattenwyl in Basel. Hesse hatte zeitlebens Umgang mit Handwerkern.
- Camenzind nimmt den behinderten Boppi bei sich auf. Hesse arbeitete als 15-Jähriger 1892 in einer Nervenheilanstalt im Remstal bei Stuttgart im Garten und half beim Unterrichten geistig behinderter Kinder.
- Camenzind reist zweimal nach Italien und lebt einige Monate in Umbrien. Hesse unterbrach seine Arbeit in Basel und reiste vom März bis Mai 1901 zum ersten Mal nach Italien: Mailand, Genua, Florenz, Bologna, Ravenna, Padua und Venedig. 1902[6] lernte er die neun Jahre ältere Fotografin Maria Bernoulli kennen. Mit ihr fuhr er 1903 zum zweiten Mal nach Italien.
- Camenzind möchte von klein auf Schriftsteller und Dichter werden, wird aber durch sein Umfeld lange davon abgehalten. Der 13-Jährigen Hesse möchte Dichter werden („entweder Dichter oder gar nichts“), er wird aber von seinen Eltern bis zu seiner Volljährigkeit davon abgehalten.
- Camenzind lernt als Gymnasiast die Literatur kennen und schätzt besonders Gottfried Keller. Er schreibt Artikel, Gedichte und Erzählungen, die in Zeitschriften veröffentlicht werden. Hesse erweiterte während seiner Buchhändlerzeit seine literarischen Kenntnisse. Er las neben theologischen Schriften u. a. Goethe, Lessing, Schiller, Texte zur griechischen Mythologie und Werke der deutschen Romantik: Novalis, Clemens Brentano, Joseph von Eichendorff und Ludwig Tieck. In dieser Zeit veröffentlichte er erste Gedichte und Erzählungen.

Vor diesem biographischen Hintergrund gestaltet Hesse „das große Thema fast aller Schriften“: „die ungehinderte Verwirklichung der jedermann eigenen und doch in jedem Einzelfall anders gearteten Individualität.“ Dieser Weg wird durch viele Hindernisse erschwert: „die Konvention, die Forderung von Familie Staat, Gemeinschaft“, die „Unterdrückung der eigenen Anlagen aus Furcht vor dem Risiko“. Die Selbstfindung der Protagonisten geschieht durch die „Bestärkung des Individuellen gegen die […] Gleichschaltung“, und durch den „Kampf gegen die Monotonisierung zugunsten der Vielfalt der Welt“.

### Hesses Kindheitserzählungen
Fiktive und biographisch verankerte Kindheitserinnerungen durchziehen Hesses Werk als selbständige Erzählungen oder Romanepisoden von Anfang an: Von „Aus Kinderzeiten“ (1903 entstanden) bis „Kaminfegerchen“ (1953 entstanden). Schwerpunkte der Schilderungen sind: Verfehlungen und Schuldgefühle („Nachtpfauenauge“ und „Kinderseele“, 1911 bzw. 1919 entstanden), Mobbing und Isolation („Die Verlobung“ und „Demian“, 1908 publiziert bzw. 1917 entstanden), Freundschaft mit einem reiferen Schüler bzw. Künstler („Demian“, „Peter Camenzind“, 1904 publiziert), Druck des Schulsystems („Unterm Rad“ und „Unterbrochene Schulstunde“, 1906 veröffentlicht bzw. 1948 entstanden), Krankheit und Tod eines Freundes („Aus Kinderzeiten“, „Peter Camenzind“), soziale Unterschiede und die zwei Welten der Lateinschüler und Volksschüler („Demian“, „Unterbrochene Schulstunde“, „Kinderseele“ und „Peter Camenzind“), Auseinandersetzung  mit der mächtigen Vaterfigur („Kinderseele“, „Peter Camenzind“), Versunkenheit in die eigene Erlebniswelt („Kaminfegerchen“, „Peter Camenzind“).

## Rezeption
In der Literaturwissenschaft wird Hesses Erstwerk unterschiedlich aufgenommen: Einerseits als ‚Beginn des modernen Bildungsromans’ und ‚Der Anfang von Hesses Meisterschaft’ bezeichnet, üben einige Schriftsteller auch ausdrücklich Kritik an Hesses ‚Selbstliebe und Personenkult’, der in dieser Erzählung stark zum Vorschein komme.
Richard Schaukal, 1904:
[…] Dieses Buch mit dem viel verheißenden Anfange (Kindheit) ist weder ein Roman, wie man voraussetzt, noch, wie man bald versucht ist, anzunehmen, eine Selbstbiographie. Hier ist ein guter Stoff, der beste, den ein Dichter haben kann, das eigene, an innerlichen und äußerlichen Erlebnissen reiche Leben, geradezu abgeschlachtet, mit einer bedenklich an den Dilettanten erinnernden Bravour unberatener Verschwendung und auf die Gefahr hin, dass nun geradezu Verarmung eintrete. Hesse drängte es, sein Erleben loszuwerden, und so schüttelte er es voreilig in diesem vom künstlerischen Standpunkte schlechten Buche wie einen Erdäpfelsack aus. Was da mitgeteilt wird, könnte einem außerordentlich nahe gehen, aber das müsste ganz anders gemacht sein. […] Zwei bis drei Episoden sind sehr schön: der Tod der Mutter […], der erste Trinkversuch des jungen Peter Camenzind unter Anleitung des Vater […]. Aber auf solche Glanzpartien folgen kaum untermalte Strecken, nüchternste Referate, weitergeschrieben wie von einem selbst gelangweilten Reporter, Öden, die man zu überschlagen geneigt ist.
Fritz Marti, 1904:
[…] „Peter Camenzind“ ist eigentlich weniger ein Roman als ein in der Form der Selbstbiographie liebevoll ausgeführtes Lebensbild und als solches im Grunde bloß das Gefäß für des Dichters eigene persönliche Bekenntnisse. […] Überhaupt steckt in dem Buche eine erstaunliche Fülle scharfer Beobachtungen und feiner Bemerkungen über Natur und Menschen, die reichlich entschädigt für den Mangel einer größern äußern Handlung. Der Wert des Buches liegt denn auch weniger in der Komposition, als in diesen Einzelheiten, vor allem aber in dem edlen, malerisch und plastisch geradezu prachtvollen Stil. […]
Hugo Ball, 1927:
Im »Camenzind« gibt es keinen Pietismus mehr, kein Elternhaus mit Gebot und Lehre; hier herrscht die pura natura. Hier ist ein Werk, das von der Maxime ausgeht, daß Bildung erst könne beginnen, wo keine Verbildung mehr vorhanden.
Wolfgang Joho, 1952:
[…] Die sprachliche Meisterschaft, Schönheit und Einfachheit des „Camenzind“ kann unseren heutigen Schriftstellern, die vielfach mit der Muttersprache weniger pfleglich umgehen, zum Vorbild dienen, ebenso wie die rückhaltslose Ehrlichkeit, mit der Hesse hier den Problemen seiner Zeit auf den Grund geht. […] Der Wert von Hesses „Peter Camenzind“ beruht […] in der Hauptsache darin, dass das Buch auch uns Menschen einer anderen Generation und einer gänzlich andersgearteten Weltlage etwas Positives zu sagen hat. Hesse stellt seinen Helden, den er seine Lebensgeschichte nicht von ungefähr in Ichform berichten lässt, in die Zeit zu Beginn des zwanzigsten Jahrhunderts […].

## Buchausgaben
- Peter Camenzind. Fischer, Berlin 1904.
- Peter Camenzind. Suhrkamp, Berlin 1950.
- Peter Camenzind. Erzählung (= Suhrkamp Taschenbuch. Bd. 161). Suhrkamp, Frankfurt am Main 1974, ISBN 3-518-36661-0.
- Peter Camenzind. Roman (= Bibliothek Suhrkamp. Band 1345). Mit einem Nachwort von Siegfried Unseld. Suhrkamp, Frankfurt am Main 2001, ISBN 3-518-22345-3.
- Peter Camenzind (= Suhrkamp BasisBibliothek. Band 83). Mit einem Kommentar hrsg. v. Heribert Kuhn. Suhrkamp, Frankfurt am Main 2007, ISBN 978-3-518-18883-5.